# Rosalie Matondo
Rosalie Matondo (ur. 18 kwietnia 1963 w Ndżamena) – kongijska agronom i polityk, minister leśnictwa.

## Życiorys
Rosalie Matondo urodziła się 18 kwietnia 1963 roku w Fort Lamy (obecnie Ndżamena), stolicy Czadu. W 1983 roku ukończyła Lycée de la Révolution. W 1989 roku uzyskała licencjat z inżynierii rolniczej na wydziale genetyki Wyższego Instytutu Rolnictwa w Płowdiwie w Bułgarii. W 1993 roku uzyskała doktorat w dziedzinie nauk rolniczych, ze specjalizacją w dziedzinie biotechnologii roślin. Jest wykładowczynią na Uniwersytecie Mariena Ngouabi, wykłada zajęcia z fizjologii roślin, produkcji roślinnej, leśnictwa, klimatu oraz zmian klimatycznych. Od 1994 do 2007 roku pracowała naukowo w różnych programach, głównie dotyczących modyfikacji i rozmnażania roślin.
Od kwietnia 2007 do grudnia 2010 roku pełniła funkcję dyrektorki Krajowej Służby Zalesiania (fr. Service National de Reboisement, SNR), organizacji podległej Ministerstwu Leśnictwa. Od września 2010 do marca 2011 roku reprezentowała Kongo na ramowej konwencji Narodów Zjednoczonych w sprawie zmian klimatu. Od grudnia 2010 do lutego 2016 roku pełniła funkcję koordynatorki Krajowego Programu Zalesiania (fr. Programme National d’Afforestation et de Reboisement, ProNAR), podlegającego Ministerstwu Leśnictwa.
Od stycznia 2013 roku była doradczynią prezydenta oraz naczelniczką wydziału gospodarki leśnej, zrównoważonego rozwoju i środowiska. 30 kwietnia 2016 roku została wcielona w skład rządu na stanowisku ministra leśnictwa. W czerwcu 2017 roku została wybrana na radną departamentu Pool z list Kongijskiej Partii Pracy.
Po utworzeniu nowego rządu, przez premiera Anatole Collinet Makosso, 15 maja 2021 roku została ponownie powołana na stanowisko ministra leśnictwa.

## Odznaczenia i wyróżnienia
- Kongijski Order Zasługi (fr. Ordre du Mérite congolais) – Commandeur[5][8]

## Życie prywatne
Rosalie Matondo włada biegle językiem bułgarskim. Jest matką czwórki dzieci. Jest honorową prezeską Kongijskiej Federacji Piłki Siatkowej (fr. Fédération Congolaise du Volley-Ball).